# Памятник С. М. Кирову (Санкт-Петербург, Крестовский остров)
Памятник С. М. Кирову — скульптурный монумент в Санкт-Петербурге, установленный в 1950 году. Расположен на Крестовском острове перед Газпром Ареной. Изготовлен по проекту скульптора В. Б. Пинчука и архитектора Л. М. Хидекеля. Памятник посвящён советскому государственному и партийному деятелю С. М. Кирову. Монумент имеет статус объекта культурного наследия регионального значения.

## История
1 декабря 1934 года в Ленинграде был убит Первый секретарь Ленинградского обкома ВКП(б) С. М. Киров.
В 1935 году проведён конкурс на памятник Кирову на Кировской площади. Скульптор В. Б. Пинчук представил на конкурс скульптуру «большого портретного сходства», водружённую на сложный пьедестал, включающий динамически нарастающие террасы-площадки из красного гранита, барьер для трибуны и четырёхгранный пьедестал (проект под девизом «Трибуну», архитекторы С. П. Иванов и В. И. Романов). Проект отмечен 2-й премией, реализован не был.
В декабре 1934 года завод «Красный путиловец» переименован в Кировский завод, а на его территории решено установить памятник Кирову, олицетворяющий его дружбу с рабочими. Монумент, представляющий собой конкурсную скульптору В. Б. Пинчука на четырёхгранном пьедестале архитектора О. К. Аршакуни, был открыт 6 декабря 1939 года.
После Великой Отечественной войны на Крестовском острове появился большой стадион, инициатором строительства которого был С. М. Киров. Этому стадиону было присвоено имя Кирова. В конце аллеи, ведущей к стадиону, было решено установить памятник. Им стала выполненная В. Б. Пинчуком копия памятника с Кировского завода. Архитектурную часть выполнил Л. М. Хидекель. Торжественное открытие памятника Кирову состоялось 30 июня 1950 года одновременно со стадионом.
В 2000-х годах в связи со строительством на месте старого стадиона новой Газпром Арены существовали планы демонтажа памятника, однако они не были осуществлены.

## Описание
С. М. Киров изображён во весь рост во время непринуждённой беседы. Левой рукой он делает энергичный жест. На нём повседневная одежда: полувоенная форма, шинель и фуражка. Скульптура расположена на высоком прямоугольном постаменте, облицованном блоками серого полированного гранита. С лицевой стороны постамента надпись «С. М. Киров», выполненная накладными бронзовыми буквами. Высота скульптуры составляет 3,85 м, высота постамента — 4,65 м.
Авторам удалось хорошо вписать памятник в окружающий пейзаж Приморского парка Победы. Он завершает аллею, ведущую к стадиону.